# Carduus-aardewerk
Carduus-aardewerk is aardewerk waarbij de afbeelding of het decor met behulp van de carduustechniek zijn aangebracht. De benaming "Carduus" ofwel distel is afkomstig van  Plateelbakkerij De Distel, waar de techniek ontwikkeld werd.
De beoogde voorstelling wordt eerst in de witte biscuit gekrast of geslepen. Dit wordt vervolgens opgevuld met half-vloeibaar niet-witbakkende klei. Hierna wordt het werkstuk voor de tweede keer gebakken.